# Witrochromia

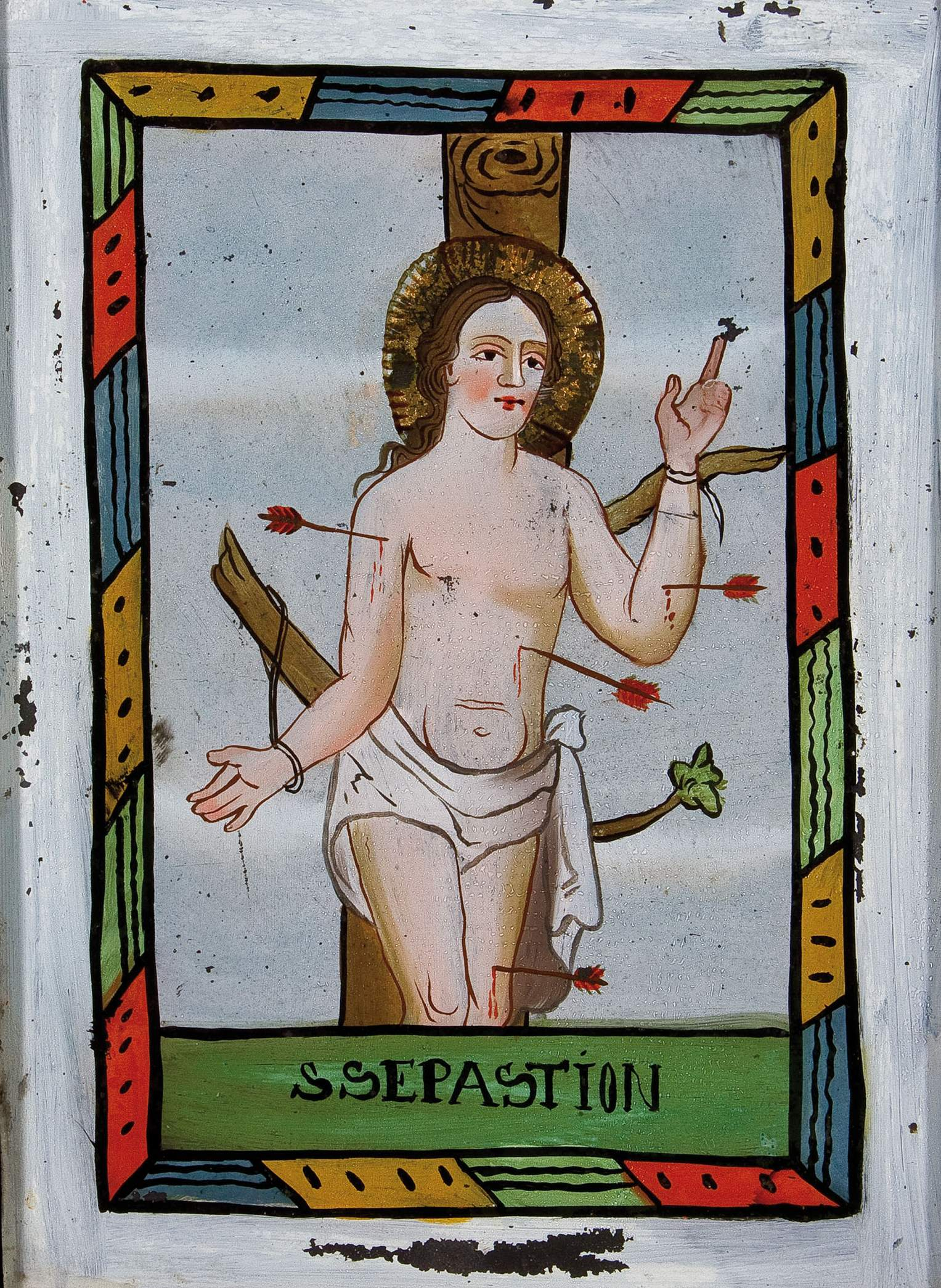
Dominikus Gastl Heiliger Sebastian, witrochromia, 1844

Witrochromia – technika malowania na odwrocie przezroczystego podobrazia (najczęściej szkła).
W witrochromii maluje się farbami olejnymi lub wodorozcieńczalnymi na tylnej stronie tafli szklanej za pomocą pędzla lub piórka, tworząc obraz niejako „za szkłem”. Odwrotna jest też kolejność wykonywania poszczególnych warstw malunku (tło na końcu). Pozwala to uzyskać szczególną czystość i trwałość kolorów.
Technika ta znana jest od starożytności. W XIV i XV w. stosowana była do wykonywania niedużych obrazów, do dekoracji relikwiarzy itp. Szczególną popularność zyskała we Włoszech, Niemczech, Szwajcarii i w holenderskim malarstwie marynistycznym. Od XVIII w. często używana w religijnej sztuce ludowej (obrazy wotywne, dewocyjne). W XX w. witrochromią interesowali się niemieccy ekspresjoniści, zwłaszcza artyści skupieni w Der Blaue Reiter, a także prymitywiści.
Witrochromią określa się niekiedy także malowaną imitację witrażu.